# Race of Champions 1994
Race of Champions 1994 kördes på Kanarieöarna 1994.
- Plats:  Kanarieöarna
- Datum: 1994
- Segrare:  Didier Auriol